# Monachil
Monachil é um município da Espanha na província de Granada, comunidade autónoma da Andaluzia, de área 90,13 km² com população de 7.681 habitantes (2016) e densidade populacional de 84,38 hab/km². Está localizado na parte centro-sul de comarca de Vega de Granada, a cerca 8 km da capital da província.

## Demografia
| Variação demográfica do município entre 1991 e 2004 | Variação demográfica do município entre 1991 e 2004 | Variação demográfica do município entre 1991 e 2004 | Variação demográfica do município entre 1991 e 2004 |
| --------------------------------------------------- | --------------------------------------------------- | --------------------------------------------------- | --------------------------------------------------- |
| 1991                                                | 1996                                                | 2001                                                | 2004                                                |
| 4218                                                | 5074                                                | 5557                                                | 5765                                                |